# Джаханнам
Джаха́ннам (араб. جهنم‎) — в мусульманском учении наиболее распространённое название геенны или ада.

## В Коране
В Коране упоминается как место грядущего наказания грешников: «Джаханнам — место им назначенное всем» (15:43). Согласно Корану, в Джаханнам попадут и люди, и джинны (11:119; 41:24), пребывать будут там вечно (23:103). Главные пытки и мучения, которые ожидают грешников в Джаханнаме, — от жгучего огня. Образ огня преобладает в отличающемся натуралистическими деталями кораническом описании Джаханнама.

Воистину, тех, которые не уверовали в Наши знамения, Мы сожжём в Огне. Всякий раз, когда их кожа приготовится, Мы заменим её другой кожей, чтобы они вкусили мучения. Воистину, Аллах — Могущественный, Мудрый.

Оригинальный текст (ар.)إِنَّ الَّذِينَ كَفَرُوا بِآيَاتِنَا سَوْفَ نُصْلِيهِمْ نَارًا كُلَّمَا نَضِجَتْ جُلُودُهُم بَدَّلْنَاهُمْ جُلُودًا غَيْرَهَا لِيَذُوقُوا الْعَذَابَ إِنَّ اللَّهَ كَانَ عَزِيزًا حَكِيمًا—  4:56 (Кулиев)

Несчастные пребудут в Огне, где они будут хрипеть и реветь.

Оригинальный текст (ар.)فَأَمَّا الَّذِينَ شَقُوا فَفِي النَّارِ لَهُمْ فِيهَا زَفِيرٌ وَشَهِيقٌ—  11:106 (Кулиев)
Грешники, находящиеся в Джаханнам, связаны цепями, «одеяние их из смолы, лица их покрывает огонь» (14:50—51), «огонь обжигает их лица и они… мрачны» (23:106). Питьё грешников — кипяток (56:93, 38:57), который «рассекает их внутренности» (47:15), и гнойная вода. Когда грешник проглатывает эту воду, «приходит к нему смерть со всех мест, но он не мёртв, а позади его — суровое наказание» (14:17). В Джаханнаме растёт дерево заккум, у которого вместо плодов — головы шайтанов (37:60—64).
По кораническому представлению, широко разработанному комментаторами и богословами, Джаханнам образуется сочетанием концентрических воронкообразных кругов. Джаханнам имеет ворота (39:71—73), в одном из описаний — семь ворот (15:44). В некоторых местах Корана Джаханнам представляется также в виде дрожащего, движущегося чудовища (89:24; 67:7—8), что аналогично некоторым западноевропейским средневековым представлениям об аде.
Поздние варианты предания развивали оба коранических представления о Джаханнаме. В них появилось также толкование широко употребительного в Коране выражения «прямая дорога», «прямой путь» (ассират алмустаким), как протянутого над Джаханнамом моста шириной в лезвие меча, по которому будут проходить люди в день страшного суда. В «Тысяче и одной ночи» («Хасиб и царица змей») понятие Джаханнам обозначает только внешнюю зону ада (аналог — круги Ада у Данте).
В противовес Джаханнаму, праведные мусульмане имеют возможность попасть в Джаннат (рай).